# Emperor
Emperor é uma banda norueguesa de black metal sinfônico formada em 1991 pelo vocalista e guitarrista Ihsahn e o baterista Samoth em Notodden, Telemark na Noruega.
Juntamente com o Mayhem, Burzum, Darkthrone e outras bandas, o Emperor fez parte do Inner circle. Durante seus primeiros anos, a banda passou por várias mudanças na sua formação, com Ihsahn e Samoth sendo os únicos membros constantes. Mas após a chegada do baterista Trym Torson em 1996, a formação permaneceu estável até a separação da banda em 2001. A banda se reuniu para uma série de shows em 2006,  2007, 2014 e 2017.
Ao longo da carreira, a banda lançou quatro álbuns de estúdio e já vendeu mais de 500.000 cópias em todo o mundo.

## Biografia

### Início
O Emperor foi fundado em 1991 por Samoth e Ihsahn. Os músicos se conheceram na adolescência em uma convenção de rock. Os dois começaram a tocar juntos sob vários nomes: primeiro Dark Device, depois Xerasia e por último Embryonic até fundarem a conhecida banda Thou Shalt Suffer. Após isso, Samoth começou a escrever músicas paralelas ao Thou Shalt Suffer e juntamente com Ihsahn e o baixista Mortiis, formaram uma nova banda. A união desses três músicos, levou a primeira formação do Emperor; Ihsahn como guitarrista, tecladista e vocalista, Samoth como baterista e Mortiis como baixista. Após um curto tempo juntos, a banda lançou a demo Wrath of the Tyrant, que combina um Black Metal cru com a inclusão de teclado e conseguiu um retorno bem positivo na cena Black Metal norueguesa. A demo atraiu logo a atenção de algumas gravadoras e, posteriormente, Wrath of the Tyrant, foi lançada em fita cassete com uma nova capa. Foi a Candlelight Records que assinou o primeiro contrato do Emperor. Nesse mesmo momento, Bård Faust entrou na banda como baterista e Samoth foi para a guitarra.
No verão de 1992, uma série de eventos ocorreram na cena Black Metal norueguesa. Samoth, junto com vários outros membros do Inner circle, queimaram várias igrejas antigas na Noruega. Também em 1992, Bård Faust foi a Lillehammer, e no recém construído Parque Olímpico, um homossexual chamado Magne Andreassen se aproximou e o convidou para dar um passeio na floresta. Faust concordou, e uma vez na floresta, o homem começou a fazer fortes avanços sexuais em direção a ele. Faust o esfaqueou até a morte e chutou a sua cabeça depois para garantir que estava morto. No mesmo dia do assassinato, Faust foi com Euronymous do Mayhem e Varg Vikernes do Burzum para queimar uma igreja em Holmenkollen, em Oslo.
Em Maio de 1993, a banda lançou o EP Emperor, que foi relançado no mês seguinte como um split juntamente com o EP Hordanes Land do Enslaved. Mortiis deixou a banda logo após a gravação do EP para formar seu projeto solo.
Após a saída de Mortiis, a banda recrutou o baixista Ildjarn para alguns shows juntos com a banda britânica Cradle of Filth, e após essa turnê, a banda abandonou o corpse paint, afirmando que ele estava se tornando uma tendência e perdendo seu significado original e simbolismo.
Em Julho de 1993, o Emperor começou as gravações do seu primeiro álbum de estúdio no Grieghallen em Bergen.

### Primeiros álbuns
Em 1994, Samoth foi condenado a 16 meses de prisão por queimar igrejas juntamente com Varg Vikernes. O incêndio da Igreja Skjold em Vindafjord foi cometido durante uma pausa nas gravações do EP Aske do Burzum. Faust também foi preso por queimar igrejas e pelo assassinato cometido em Lillehammer em 1992, sendo condenado a 14 anos de prisão. Tchort, o baixista que havia entrado em 1993, também foi preso e condenado a 6 meses de prisão por assalto e ter atacado várias pessoas.
No mesmo ano desses eventos conturbados, In the Nightside Eclipse foi lançado, dando ao Emperor muitos elogios e uma grande base de fãs. Em 2021, o álbum foi eleito pela Metal Hammer como o melhor álbum de metal sinfônico de todos os tempos.
Após um pequeno tempo inativo, a banda retorna depois da liberdade condicional conseguida por Samoth. O baixista Alver, do Dødheimsgard, entrou para a banda em 1995 e Trym Torson, do Enslaved, assume a bateria em 1996. Com os dois, a banda lançou em 1996 o EP Reverence.
No final de 1996, a banda entra novamente em estúdio para a gravação de Anthems to the Welkin at Dusk. Apresentando um som muito mais progressivo que os álbuns anteriores, Anthems to the Welkin at Dusk ganhou como melhor álbum do ano em diversas revistas de metal em todo o mundo, como a britânica Terrorizer e a americana Metal Maniacs.

### Como trio

Logotipo

Com a saída de Alver em 1998, a banda continuou seus trabalhos como um trio, com Ihsahn acumulando agora a função de baixista. A banda gravou seu terceiro álbum, IX Equilibrium e fez uma turnê pela Europa e Estados Unidos. Foi por volta de 2000, que Samoth e Trym Torson começaram a se direcionar mais para o Death Metal, enquanto Ihsahn verteu-se musicalmente para um lado mais artístico e progressivo do metal, como demonstrado em seu projeto paralelo, Peccatum. Assim, em 2001, com as  diferenças musicais muito evidentes, o Emperor decidiu se separar após o lançamento de seu último álbum, Prometheus: The Discipline of Fire & Demise, inteiramente composto por Ihsahn.
Em uma declaração sobre o fim do grupo, eles afirmaram que já tinham feito tudo o que queriam com o Emperor e não queriam o título de "banda que não sabe quando parar".
Após o termino, foi lançado uma coletânea denominada Scattered Ashes: A Decade of Emperial Wrath, CD duplo com covers de outras bandas, além de suas músicas mais importantes.
Samoth e Trym continuaram tocando juntos na banda de black/death metal Zyklon, enquanto Ihsahn esteve ao lado de sua mulher Ihriel no projeto Peccatum. Atualmente Samoth faz parte da banda The Wretched End e Ihsahn foca-se em sua carreira solo.

### Reuniões
Em 2005, a banda voltou a se reunir para fazer uma turnê, afirmando ter vontade de fazer shows para os fãs, já que não houve uma turnê de despedida durante o seu fim. Para esses shows a banda conta com as participações de Secthdaemon no baixo e Einar nos teclados. Tocaram no festival de aniversário da revista Scream e foram headline nas edições de 2006 do Inferno Festival, da Noruega, e do Wacken Open Air na Alemanha. Em 2007 a banda chegou a se apresentar nos festivais Tuska Open Air e Hellfest.
Em 2013 a banda anunciou a volta aos palcos para mais uma reunião em 2014, em comemoração ao 20º aniversário de seu primeiro disco, In the Nightside Eclipse, desta vez com a presença do baterista Faust e tocando o álbum na íntegra. Eles se apresentaram na edição de 25º aniversário do Wacken, além de shows no Bloodstock Open Air, Tuska, Hellfest, Sweden Rock Festival e algumas performances no Japão.
Em 12 de agosto de 2016, foi anunciado que o Emperor reunir-se-ia novamente em 2017 para mais performances, e, assim, celebrar o vigésimo aniversário do álbum Anthems to the Welkin at Dusk.

## Formação
| Formação Atual - Ihsahn – vocal, guitarra, baixo, teclado (1991–2001, 2006–07, 2014, 2017) - Samoth – guitarra (1991–2001, 2006–07, 2014, 2017), bateria (1991-92) - Trym Torson – bateria (1996–2001, 2006–07, 2017) Membros anteriores - Mortiis – baixo (1991–1992) - Bård Faust – bateria (1992–1994, 2014) - Tchort – baixo (1993–1994) - Jonas Alver – baixo (1995–1998) | Músicos de turnê e convidados - Secthdamon – baixo (2006–07, 2014, 2017) - Einar Solberg – teclado (2006–07, 2014, 2017) - Ildjarn – baixo (1993) - Sverd – teclado (1994–1995) - Charmand Grimloch – teclado (1996–1999) - Tyr – baixo (1998–1999) |

## Discografia
| Álbuns de estúdio - In the Nightside Eclipse (1994) - Anthems to the Welkin at Dusk (1997) - IX Equilibrium (1999) - Prometheus: The Discipline of Fire & Demise (2001) EPs - Wrath of the Tyrant (1992) - Emperor (1993) - As the Shadows Rise (1994) - Reverence (1996) | Álbuns ao vivo - Emperial Live Ceremony (2000) - Live Inferno (2009) - Live at Wacken Open Air 2006 (2009) Álbuns colaborativos - Emperor/Hordanes Land (1993) - Thorns vs. Emperor (1999) - True Kings of Norway (2000) Coletâneas - The Emperial Vinyl Presentation (2001) - Scattered Ashes: A Decade of Emperial Wrath (2003) |

## Videografia
| Data de lançamento | Título                       | Gravadora           |
| 2000               | Emperial Live Ceremony       | Candlelight Records |
| 2009               | Live at Wacken Open Air 2006 | Candlelight Records |